# Guarnición Militar Buenos Aires
El Comando de la Guarnición Militar Buenos Aires «Coronel Doctor Roque Sáenz Peña» (Cdo Guar Mil Buenos Aires) es una organización militar del Ejército Argentino con asiento en Campo de Mayo y bajo la dependencia orgánica de la Subjefatura del Estado Mayor General del Ejército.
Su zona de responsabilidad incluye las unidades, institutos y organismos del Ejército con asiento en Campo de Mayo, la Ciudad Autónoma de Buenos Aires y Gran Buenos Aires. Bajo su dependencia orgánica se encuentran las unidades históricas del Ejército: el Regimiento de Infantería 1 «Patricios» (RI 1), del Regimiento de Granaderos a Caballo «General San Martín» (RGC) y del Regimiento de Artillería 1 «Brigadier General Tomás de Iriarte» (RA 1).

## Organización
- Comando de la Guarnición Militar Buenos Aires (Cdo Guar Mil Buenos Aires). Guar Ej Campo de Mayo (BA).[4]
  - Regimiento de Infantería 1 «Patricios» (RI 1). Asiento: Palermo (CABA).
  - Regimiento de Granaderos a Caballo General San Martín (RGC). Asiento: Palermo (CABA).
    - Destacamento Militar «Casa de Gobierno» (Dest Mil Casa de Gobierno). Asiento: Casa Rosada (CABA).
    - Destacamento Militar «Yapeyú» (Dest Mil Yapeyú). Cu Ej Yapeyú (CR).[5]
    - Destacamento Militar «San Lorenzo» (Dest Mil San Lorenzo). Guar Ej San Lorenzo (Fray Luis Beltrán, SF).[6]
    - Destacamento Militar «Residencia Presidencial de Olivos» (Dest Mil Olivos). Asiento: Olivos (BA).[7]
    - Destacamento Militar «Los Talas» (Dest Mil Los Talas). Guar Ej Campo de Mayo (Pablo Podestá, BA).

  - Regimiento de Artillería 1 «Brigadier General Tomás de Iriarte» (RA 1). Guar Ej Campo de Mayo (BA).
  - Compañía Policía Militar 601. (Ca PM 601). Guar Ej Campo de Mayo (BA).
  - Junta Médica Regional Buenos Aires (JMR Buenos Aires). Asiento: Parque Patricios (CABA).